# ستيف ريفز
ستيف ريفز (بالإنجليزية: Steve Reeves )‏ (و. 1926 – 2000 م) هو ممثل، ولاعب كمال أجسام، وكاتب سيناريو، وممثل أفلام، وممثل تلفزيوني من الولايات المتحدة الأمريكية . ولد في غلاسكو .
توفي في إسكونديدو، سان ديغو، كاليفورنيا، عن عمر يناهز 74 عاماً. بسبب لمفوما .

## روابط خارجية
- ستيف ريفز على موقع IMDb (الإنجليزية)
- ستيف ريفز على موقع الموسوعة البريطانية (الإنجليزية)
- ستيف ريفز على موقع ألو سيني (الفرنسية)
- ستيف ريفز على موقع تيرنر كلاسيك موفيز (الإنجليزية)
- ستيف ريفز على موقع أول موفي (الإنجليزية)
- ستيف ريفز على موقع قاعدة بيانات برودواي على الإنترنت (الإنجليزية)
- ستيف ريفز على موقع قاعدة بيانات الأفلام السويدية (السويدية)
- ستيف ريفز على موقع إن إن دي بي (الإنجليزية)
- ستيف ريفز على موقع قاعدة بيانات الفيلم (الإنجليزية)
- ستيف ريفز على موقع كينوبويسك (الروسية)